# 오케토정
오케토정(일본어: 置戸町)은 일본 홋카이도 오호츠크 종합진흥국(구 아바시리 지청) 관내에 있는 정이다.
정명의 유래는 아이누어의 ‘오케트운나이’(オケトウンナイ, 사슴의 가죽을 말리는 곳)이다.

## 지리
오호츠크 종합진흥국 관내 중부, 기타미시의 남서부에 위치한다. 지형은 동서로 길고, 도코로강을 두고 호수에서 동쪽을 향해 뻗어 있다. 동부는 구릉 지대이고 서부는 산악 지대로 광대한 삼림이 펼쳐진다.

### 기후
내륙성 기후로 겨울은 매우 한랭한 편이고 가장 추워지는 것은 2월이다. 여름에는 푄 현상에 의해 더워져 30도를 넘는 일도 적지 않다.

## 역사
- 1915년 4월 - 노쓰케우시촌(현 기타미시)에서 분리되어 오케토촌이 되었다.
- 1920년 6월 - 군넷푸촌(현 군넷푸정)을 분리하였다.
- 1950년 1월 - 정으로 승격해 오케토정이 되었다.

## 경제
농업(밭농사)과 낙농업, 임업이 발달해 있고 사탕무, 밀, 감자, 양파, 콩, 멜론 등이 생산된다. 야콘의 시정촌별 생산량에서는 일본 1위를 자랑한다. 현지에서 생산된 목재를 이용한 목공 공예품 ‘오케크라후트’의 생산도 활발하다.

## 교통

### 도로
- 국도 242호선